# Ferd. テュルマー
Ferd. テュルマー・ピアノフォルテファブリック（Ferd. Thürmer Pianofortefabrik）は、ドイツ・ボーフムのピアノ製造会社である。
テュルマー家は100年以上ピアノの製造を続けて、現在はボーフムに工場を持つ。1834年にフェルディナント・テュルマー（Ferdinand Thürmer）によて創業された。第二次世界大戦で工場はソビエトに破壊されたが、戦後に再建され成功を収めた。